# ناحیه دنبی، میشیگان
ناحیه دنبی (به انگلیسی: Danby Township) یک منطقهٔ مسکونی در ایالات متحده آمریکا است که در شهرستان آیونیا، میشیگان واقع شده‌است. ناحیه دنبی ۹۳٫۵ کیلومتر مربع مساحت و ۲٬۶۹۶ نفر جمعیت دارد و ۲۲۸ متر بالاتر از سطح دریا واقع شده‌است.